# نظام الولاية على المرأة (السعودية)
نظام الولاية على المرأة أو نظام ولاية الرجل على المرأة في المملكة العربية السعودية هو سلسلة تشريعات متفرّقة لم تأخذ صفة القانون جرى العمل بها منذ نهاية سبعينيات القرن العشرين حدّت من حقوق المرأة السعودية باعتبارها قاصرًا بحاجة إلى ولي أمر. وشملت التشريعات مختلف المجالات الحقوقية بما في ذلك الصحة، التعليم، العمل، الزواج، القضاء، التنقّل والسفر، وقضت بأن المرأة لا يمكن أن تتولى شؤونها الخاصة وهي بحاجة إلى رجل يأخذ القرار عنها، ولم تُحدّد التشريعات سنًّا قانونية للمرأة تصبح فيه ولية أمر نفسها كما أنّها لم تُحدّد بالمقابل سنًّا قانونية للرجل الذي يمكنه تولي شؤون المرأة، وعُدّ أي ذكر في عائلة المرأة البالغة مؤهلًا لأن يُصبح ولي أمرها، حتى وإن لم يبلغ سن الرشد القانونية.
بدأت فعليًا إجراءات إلغاء نظام الولاية على المرأة في السعودية في عهد الملك سلمان بن عبد العزيز آل سعود، تحديدًا بعد تولي محمد بن سلمان آل سعود ولاية العهد في المملكة، وإطلاقه رؤية السعودية 2030، فسمح للمرأة بالقيادة في العام 2017، كذلك أتاحت لها تعديلات أقرها مجلس الوزراء السعودي في 30 يوليو 2019، الحق باستخراج جواز سفر، والابتعاث والتعليم العالي لوحدها دون أن يرافقها أي ذكر من أفراد أسرتها ما إن تبلغ سن 21 عامًا، وهو ما سمح للمرأة السعودية بدخول السلك الدبلوماسي وتولي مناصب عُليا في الدولة.

## التاريخ
ظل نظام الولاية على المرأة في السعودية عائمًا، بسبب عدم وجود قانون ثابت وجامع يُنظّم الأحوال الشخصية للأسرة السعودية، وعلى الرغم من المطالبات بوضع مثل هذا القانون، إلا أن باحثين قانونيين سعوديين رأوا بعدم وجود مثل هذا القانون ميزة لعدم شرعنة نظام الولاية على المرأة بشكل قانوني. وإن كانت ولاية الرجل على المرأة بما يخص الزواج والسفر منصوص عليها بشكل مباشر ضمن التشريعات، إلا أن ولاية الرجل على المرأة في مجالات التعليم، العمل، الصحة والقضاء... ومجالات أخرى غيرها لم تخضع بالمُقابل لأي مواد أو مراسيم قانونية رسميّة تنص صراحة على وجوب موافقة/حضور الرجل بوصفه وليًا لأمر المرأة. إلا أن الموجة الدينية التي كانت تبسط سيطرتها في الكثير من إدارات الدولة، استطاعت أن تجعل من نظام ولاية الرجل على المرأة غير المكتوب أمرًا واقعًا لا يُمكن مخالفته رغم عدم وجوب أي سياسات رسمية سعودية تدعم ذلك. ومع عدم وجود أي نصوص قانونية تُفسّر أحكام الشريعة، أصبحت الشرطة (خاصة الدينية منها سابقًا هيئة الأمر بالمعروف والنهي عن المنكر) والسلطات القضائية تعتمد في الكثير من قراراتها على الأعراف وأحكام الشريعة - غير القابلة للتقنين بسبب اختلاف توجهات وأفكار المُشرعين - التي تفرض قيودًا على النساء.
وأثّر النظام على حظوظ المرأة السعودية في الحصول على عمل داخل المملكة، ممّا أثّر بدوره على نسبة اليد النسوية العاملة، وحدّ من فرص تحسين المرأة لوضعھا المھني، بعد أن منعها من العمل في الخارج، ذلك أنها لا تستطيع تقديم طلب للحصول على جواز سفر دون موافقة وليّ أمرھا، ولا تستطيع السفر للخارج دون تصريح منه. هذا بدوره انسحب على التعليم، خاصة العالي منه، بعد أن أصبحت الدراسة بالخارج في إطار منحة جامعية مرتهنة بموافقة وليّ الأمر وشرط على أن يُرافقھا أحد محارمها في كامل فترة دراستها، والمحرم هو أحد أفراد عائلتها من الذكور.
منذ دخول عدد من التشريعات الخاصة بنظام الولاية حيّز التنفيذ، واجه النظام المستحدث انتقادات حقوقية واسعة، وطالب العديد من الكُتّاب والناشطين بإلغاءه، لما فيه من تمييز واضح تجاه المرأة.
تعود قوانين وتشريعات ولاية الرجل على المرأة بشكلها الحالي إلى أحداث تاريخية وتغيرات اجتماعية مختلفة حدثت في المملكة العربية السعودية على مدى ثلاثة عقود. يمكن القول أن هذه القوانين بدأت في أواخر السبعينات من القرن المنصرم بشكل تدريجي واستمرت حتى اليوم، فأول إرهاصات هذه التشريعات بدأت في عام 1977م، بتشريع الدولة لقوانين تحد من حرية سفر المرأة وعملها مع فصل حاد بين الجنسين. يرجح البعض أن وراء بداية تشريع هذه القوانين المفاجأة حادثة هزت المجتمع السعودي في نفس السنة (1977م)، وهي إعدام الأميرة مشاعل آل سعود وابن السفير السعودي بشكل «غير قانوني» من قبل أفراد في الأسرة الحاكمة، والذي أنتج عنه التلفزيون البريطاني فيلماً «موت أميرة» تسبب بأزمة دبلوماسية كبيرة بين البلدين عام 1980م.
استمرت هذه التشريعات بالتشكل على مدار ثلاثة عقود في جميع القطاعات والمنشأت العامة والخاصة، بداية من قبل مسؤلين في أعلى هرم الدولة، نزولاً إلى الوزراء والمسؤلين والمدراء في قطاعات حكومية مختلفة في الدولة. بالإضافة إلى ذلك، أصبحت بعض هذه التشريعات مع مرور الزمن تُتخذ في أحيان كثيرة بطابع ارتجالي حسب عقلية المسؤول في نفس القطاع، وهو ما جعل بعض هذه التشريعات أحياناً متباينة بشكل محير عند مقارنتها من قطاع لأخر، ومن مدينة لأخرى.
كل ذلك شكل ما يعرف اليوم بقانون ولاية الرجل على المرأة، الذي يعتبر المرأة قاصرة ولا يحدد سن رشد قانوني لها، ويحرمها من التمتع بحريتها واستقالالها كمواطنة. أما الولي فلا يشترط أن يكون راشدا قانونيا، فأي ذكر سواء كان كبيراً أو صغيراً يمكن أن يكون وليا على المرأة.
في عام 2008م، أصدرت منظمة هيومن رايتس ووتش تقريراً مطولاً بعنوان «قاصرات إلى الأبد»، حول نظام ولاية الرجل والفصل الحاد بين الجنسين في السعودية منددة بهذه الانتهاكات، وتقريراً آخر «كمن يعيش في صندوق» في يوليو عام 2016م، بعد بداية حملة إسقاط الولاية.

## إسقاط الولاية
أطلقت ناشطات وحقوقيات ونساء سعوديات حملة لإسقاط الولاية تهدف إلى إلغاء نظام الولاية على المرأة في المملكة العربية السعودية، الذي يعتبر النساء البالغات قاصرات من الناحية القانونية ولا يحدد سن رشد قانوني لهن، مُقيدًا بذلك حقوقهن في العمل، السفر والتنقل، في الصحة والتعليم، في الإقامة وتأجير السكن، في حقوقهن في المنشآت الحكومية والخاصة، وفي حريتهن في اتخاذ قرارات مصيرية تتعلق بحياتهن، أبرزها في الزواج.
يمكن القول أن عوامل كثيرة ساهمت في بداية حملة إسقاط الولاية، منها: ارتفاع مستوى تعليم المرأة ووعيها بحقوقها، بداية الثورات العربية في 2011م وما تلاها من ارتفاع نسبي في سقف الحرية، وثورة في عالم التواصل الاجتماعي في المجتمع السعودي وغيرها. كل ذلك ساهم في بداية تشكل هذه الحملة بعد أحداث متتابعة ومتراكمة من الحملات لقيادة السيارة بدأتها ناشطات سعوديات قوبلت من قبل السلطات السعودية بالمنع.
لا يمكن الجزم متى بدأت حملة إسقاط الولاية بشكل قاطع ولكن أولى تلك المطالب بدأت من نساء سعوديات في فبراير من عام 2011م بإنشاء صفحة تجمع في الفيسبوك بعنوان «المرأة السعودية تريد اسقاط وصاية الرجل عليهـا!!»، تلى ذلك، في نفس السنة تنظيم د. عائشة المانع، وهي ناشطة في حقوق المرأة، لورش عمل بحضور نسوي في الرياض وجدة والخبر، لمحاولة فهم الولاية الشرعية وقانون الولاية، ثم تنظيمهن لحملة «المطالبة بتحديد آليات الولاية للمواطنات في المملكة» الذي توج بإرسالهن خطاباً إلى وزير العمل السعودي المهندس عادل فقيه، مطالبته بإلغاء شرط موافقة ولي الأمر لتوظيف المرأة، وإلغاء سلطته المطلقة التي تمكنه من فصلها من عملها رغماً عنها. في 22 نوفمبر من عام 2012م. في 31 مايو من 2013م إقامة ندوة نسائية في جدة بعنوان «المرأة والميراث التجاري وأحكام الأسرة» من قبل مجموعة من الناشطات السعوديات وطالبن بإلغاء الوصاية وإسقاط الولاية،

## الاحتجاج حول قضية السفر
تعد وجيهة الحويدر من بينِ أوائل الناشطات السعوديات في مجال حقوق الإنسان. بدأَ نشاط وجيهة منذ بداية القرن الحادي والعشرين وبحلول عام 2003 حظرتها السلطات من نشر أي آراء لها في الإعلام السعودي. فشاركت الحويدر في آب/أغسطس من عام 2006 في احتجاجات طالبت بإلغاء نظام الوصاية على السفر. حينها قامت السلطات السعودية بإلقاء القبض عليها ووجهت لها عددًا من التحذيرات بخصوص ما تقوم به. عادت وجيهة للاحتجاج مجددًا لكن هذه المرّة في حزيران/يونيو 2009. حينَها حاولت دخول البحرين ثلاث مرّات دون إذن من ولي أمرها لكنّها فشلت في ذلك بسبب توقيف السلطات لها والسبب غياب إذن ولي الأمر مجددًا. شجّعت الحويدر باقي النساء السعوديات على عبور الحدود دون الحصول على أي موافقة من الوصي وذلكَ بهدف إنهاء وصاية الذكور.

## نداء إلى وزارة العمل
في أواخر عام 2011 وخلال الاحتجاجات التي اجتاحت المملكة؛ بدأت بعضُ النساء السعوديات حملة ضدّ وزارة العمل لدفعها نحوَ إلغاء موافقة الوصيّ خلال التقدم لوظيفة. حاولت الناشِطات استغلال ذلك من خلال «الادعاء» بأن نظام الوصاية هذا على العمل غيرُ موجود لا في القرآن ولا في السنّة كما أنّ القانون الذي يحكمُ المملكة -قائمٌ على الشريعة الإسلامية- ينصّ على المساواة بين الرجل والمرأة في العمل وهذا ما لا يتحقق في ظل نظام الوصاية على حدّ وصف الناشطات له.

## عريضة إلى الملك ثم حملة الاعتقالات
في يوليو من عام 2016؛ أصدرت رايتس ووتش تقريرا مفصلا عن الدور الذي يلعبهُ الذكور في المملكة العربية السعودية. جلبَ التقرير انتباه وسائل الإعلام إلى هذا الموضوع؛ فضجّت منصات التواصل وعلى رأسها تويتر بعددٍ من الهاشتاغات مثلَ #IAmMyOwnGuardian و#StopEnslavingSaudiWomen. بعد شهر من ذلك؛ وبالتحديد في أيلول/سبتمبر من نفس العام؛ أرسلت حوالي 2500 سيدة سعودية برقيات إلى الملك سلمان يُطالبنه فيها بالتدخل وإلغاء قانون الوصاية. تطوّرت الأمور بشكل سريع وتضاعف عدد المطالبات بالإلغاء إلى أربعة عشر ألف شخص بما في ذلك عزيزة اليوسف، لجين الهذلول وإيمان النفجان اللاتي وقّعنَ على عريضة تدعو إلى إلغاء النظام الذكوري بشكل كامل. ذهبت اليوسف إلى الديوان الملكي من أجل تسليم العريضة. حينَها وصفت هيومن رايتس ووتش هذه الموجة من النشاط باللا مثيل لها. في منتصف أيار/مايو 2018؛ اعتقلت السلطات السعودية الناشطات الثلاثة عزيزة اليوسف، لجين الهذلول والنفجان جنبًا إلى جنب مع عائشة المانع، مديحة العجروش واثنين من الذكور الناشطين. اعتبارًا من 22 مايو 2018؛ ألقت السلطات القبضَ على نشطاء آخرينَ ليصلَ المجموع إلى 13. تواصلَ مسلسل الاعتقالات بعدَ إلقاء القبض على هتون الفاسي الناشطة في مجال حقوق المرأة والأستاذة المشاركة في دراسة تاريخ المرأة. اعتُقلت هتون في 27 يونيو/حزيران 2018 وذلك بعدَ وقتٍ قصيرٍ من السماح للمرأة بقيادة السيارة بعدما مُنعت من ذلكَ طوال العقود الماضية. فسّرت هيومن رايتس ووتش -منظمة غير ربحية وغير حكومية- الاعتقالات بأنها تهدف إلى تخويف النشطاء والناشطات؛ حيث ذكرت في تقريرها: «الرسالة واضحة وهي أن أي شخص يُعبر ولو قولا عن شكوكه حولَ إصلاحات ولي العهد سيتم الزج به في السجن.» زادت الأمور توترًا عقب شن الإعلام الحكومي السعودي بما في ذلك قناة العربية هجماتٍ ضد المُعتقلات واصفين إياهنّ بالخونة وأعداء الوطن. في هذا السياق فسّرت عالِمة الأنثروبولوجيا مضاوي الرشيد هذه الاعتقالات باعتبارها جزءًا من سياسة ولي العهد الأمير محمد بن سلمان والتي تهدفُ إلى إرجاع كل الفضل له في السماح للمرأة بقيادة السيارة ابتداءًا من 24 حزيران/يونيو 2018. اعتبارًا من 27 يونيو 2018؛ ذكرت قناة الجزيرة الإنجليزية أن تسعة من الناشطات من أصل 17 لا زلنَ قيدَ الاعتقال ولم يُسمح لهن بالتواصل مع أسرهم أو محاميهم.

## إلغاء النظام
بدأت فعليًا إجراءات إلغاء نظام الولاية على المرأة في السعودية في عهد الملك سلمان بن عبد العزيز آل سعود، تحديدًا بعد تولي محمد بن سلمان آل سعود ولاية العهد في المملكة وإطلاقه رؤية السعودية 2030 في العام 2016، التي كفلت المساواة بين جميع المواطنين من كلا الجنسين، ودفع محمد بن سلمان إلى إلغاء النظام كُليًّا، وصرّح لمجلة ذا أتلانتيك في الأوّل من أبريل 2018، قائلًا: «قبل العام 1979 كانت هناك عادات اجتماعية أكثر مرونة، ولم تكن هناك قوانين للولاية في السعودية.» إثر ذلك بدأت الحكومة السعودية بإقرار عدة قوانين ألغت جراءها أجزاء واسعة من نظام الولاية على المرأة، فسمح للمرأة بدخول الملاعب، دور المسارح والسينما، وكفل لها الحق بالابتعاث والتعليم العالي في الخارج، والعمل في مختلف المجالات، بما في ذلك الحقل الدبلوماسي وتولي مناصب عُليا داخل الدولة، كانت بسبب نظام الولاية مُقتصرة على الذكر.

### التسلسل التاريخي لإلغاء النظام
- 5 مايو 2017: أمر الملك سلمان بعدم مطالبة المرأة بالحصول على موافقة ولي أمرها حال تقديم الخدمات لها، ما لم يكن هناك سند نظامي لهذا الطلب.[22]
- 26 سبتمبر 2017: أمر الملك سلمان بمنح النساء حق القيادة، وشمل القرار على توجيه إدارة المرور بالبدء في إصدار رخص القيادة للنساء في 24 يونيو 2018، وقد صدرت أول رخصة قيادة لامرأة سعودية في 4 يونيو 2018.
- 30 يوليو 2019: أمر الملك سلمان بإلغاء بإجراء سلسلة تعديلات ألغى إثرها الجانب الأعظم من نظام ولاية الرجل على المرأة. وشملت التعديلات التي نُشرت في 2 أغسطس 2019 في صحيفة أم القرى وستدخل حيّز التنفيذ في نهاية أغسطس من العام نفسه:[23]
  - حق المرأة باستخراج جواز سفر بنفسها أسوة بالرجل دون الحاجة لولي أمر.
  - حق المرأة بالسفر ما إن تبلغ سن 21 عامًا أسوة بالرجل دون قيد أو شرط.
  - حق المرأة طلب تسجيل طفلها المولود، بعد أن كان الأمر مقتصرًا على الزوج دون الزوجة.
  - حق المرأة طلب الحصول على سجل الأسرة الخاص بها من إدارة الأحوال المدنية، بعد أن كان الأمر مقتصرًا على الرجل.
  - حق المرأة التبليغ عن حالات الوفاة، بعد أن كان الأمر مقتصرًا على الذكور البالغين 18 عامًا فأكثر.
  - حق المرأة أن تكون ربًا لأسرتها مناصفة مع الزوج في حالة الأبناء القصّر.